# Okrug Šumadija
| Шумадијски округ Šumadijski Okrug | Шумадијски округ Šumadijski Okrug |
| Lage im Engeren Serbien           | Lage im Engeren Serbien           |
| --------------------------------- | --------------------------------- |
| Staat:                            | Serbien                           |
| Fläche:                           | 2.387 km²                         |
| Einwohner:                        | 269.728 (2022)                    |
| Hauptstadt:                       | Kragujevac                        |
| ISO 3166-2:                       | RS-12                             |

Der Okrug Šumadija (serbisch: Шумадијски округ, Šumadijski okrug) ist ein Verwaltungsbezirk in Serbien. Hauptverwaltungssitz ist die Stadt Kragujevac. In dem Bezirk leben 269.728 Einwohner. 
Šumadija ist auch der Name einer historischen Region, die deutlich größer ist als der Bezirk. Der Name Šumadija leitet sich von der starken Bewaldung der Region ab (serbisch šuma bedeutet „Wald“). 

## Gemeinden des Bezirks Šumadija
Der Okrug Šumadija besteht aus folgenden Gemeinden (opštine):
- Kragujevac
- Aranđelovac
- Topola
- Rača
- Batočina
- Knić
- Lapovo

## Region Šumadija

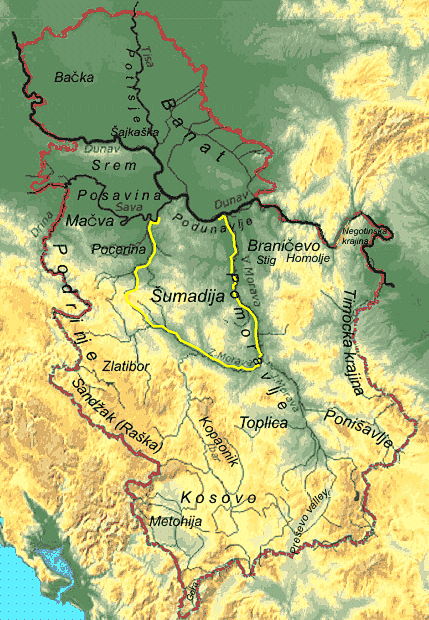
Ungefähre Grenzen der Region Šumadija

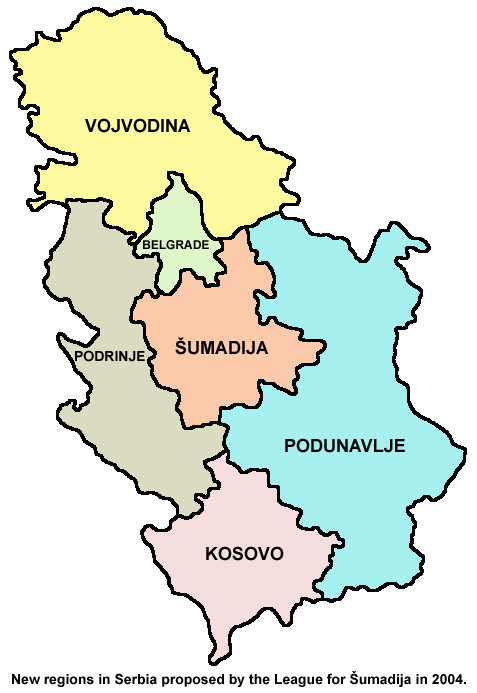
Vorschlag zur Aufteilung Serbiens in autonome Regionen aus dem Jahr 2004, vorgelegt von der Partei Liga za Šumadiju (Bündnis für Šumadija). Die damals konzipierte autonome Region Šumadija war ungefähr so groß wie die historische Region Šumadija.

Die historische Region Šumadija ist größer als der Bezirk Šumadija und schließt weite Gebiete der Nachbarbezirke mit ein. Die Region umfasst ungefähr das Gebiet zwischen den Flüssen Donau, Save, Große Morava, Westliche Morava (einer der Quellflüsse der Großen Morava) und Kolubara. Die Grenzen der Region sind nicht klar definiert.
Zur Region Šumadija gehört außer dem Bezirk Šumadija auch der südliche Teil des Okrug Belgrad mit den Gemeinden Barajevo, Lazarevac, Mladenovac und Sopot. Ferner werden folgende Gemeinden zur Region Šumadija gezählt:
- Jagodina
- Paraćin
- Smederevska Palanka
- Gornji Milanovac
- Ćuprija
- Velika Plana

Einige Gemeinde im Grenzbereich werden des Öfteren zur Region Šumadija gerechnet:
- Kraljevo
- Čačak
- Smederevo
- Kruševac

Die östlichen Gemeinden der Region Šumadija werden zugleich zur Region Pomoravlje (siehe Verwaltungsbezirk Pomoravlje) gerechnet, weswegen öfters von der Region „Šumadija und Pomoravlje“ gesprochen wird.

## Geschichte
Im Mittelalter bildete die waldreiche Šumadija jahrhundertelang die Grenze des serbischen Staates zu seinem nördlichen Nachbarn Ungarn. Östlich befanden sich abwechselnd das Byzantinische und das Bulgarische Reich. In frühen mittelalterlichen Quellen wird die Šumadija auch als bulgarischer oder griechischer Wald bzw. bulgarisches Hinterland usw. erwähnt. Bei den Serben hieß die Gegend des Öfteren nur rujno, d. h. dunkel (im Sinne wie dunkles Land).
Konnte das kleine Volk der Serben die mehr flachen Gebiete an der Donau und Save gegen mächtige Nachbarn wie Byzanz oder Ungarn oftmals nicht halten, so bot die Šumadija genügend Schutz vor Einfällen aus dem Norden. In ihren dichten Wäldern, wo es angeblich selbst am Tage Nacht war, konnten sich große Heere nicht entfalten, und nicht selten zogen sich diese wieder zurück. Erst im 14. Jahrhundert konnten die Serben die Grenze ihres Staates dauerhaft bis an die Donau vorschieben, womit die Šumadija von einer Grenzregion immer mehr zu einem zentralen Gebiet Serbiens wurde. Als die Osmanen die südlichen Gebiete des einstmals Serbischen Reiches eroberten, bekam die Šumadija endgültig ihre zentrale Lage in Serbien, die sie bis heute besitzt. Während der Osmanenherrschaft bot die Šumadija zahlreichen serbischen Rebellen einen gewissen Schutz, und an jedem serbischen Aufstand beteiligten sich auch die Serben der Šumadija. Schließlich führten die Aufstände im 19. Jahrhundert zu einem eigenen Staat, die allesamt in der Šumadija begannen. Zur Zeit des ersten serbischen Aufstandes gegen die Osmanen war die Stadt Topola der Sitz Karađorđes, von wo aus er den Aufstand organisierte (1811–1813). Als sich immer mehr ein Absolutismus serbischer Fürsten anbahnte, erzwangen sie 1839 bzw. 1844 eine Parlamentäre Verfassung in Serbien, die die Macht der Fürsten und späteren Könige stark einschränkte.
In der Umgebung von Kragujevac gibt es einige mittelalterliche Klöster und Kirchen, wie die Klöster Divostin und hl. Nikolaus (sv. Nikola), beide aus dem 13. Jahrhundert, und das Kloster Draca von noch unbekanntem Alter. Sicher ist, dass diese 3 Klöster schon zur Zeit der Schlacht auf dem Amselfeld im Jahre 1389 existiert haben. Es wurde damals dokumentiert, dass eine enorm große Anzahl von Frauen, Kindern und älteren Personen am Tag der Schlacht und die Tage davor die Klöster besuchten, um zu beten.
Bei der Stadt Aranđelovac entstand in den 1840er Jahren ein traditionsreiches Heilbad namens Bukovička Banja mit fünf Quellen, darunter einer Thermalquelle. Die bekannteste dieser Quellen bekam 1866 den Namen Knjaz Miloš, nach dem Fürsten Miloš Obrenović. Knjaz Miloš ist auch der heutige Name einer Mineralwasserfabrik, die im Jahr 1907 erbaut wurde und zunächst wie das Heilbad Bukovička banja hieß. In den 1970 entwickelte sich das Unternehmen zum größten Mineralwasserproduzenten im ehemaligen Jugoslawien und exportierte sein Wasser unter anderem in Länder wie die Vereinigten Staaten, Australien, Kuwait und Guinea.
Auf dem Berg Oplenac wurde in den Jahren 1910–1930 die monumentale Kirche des Heiligen Georg in Oplenac als Mausoleum der Königsdynastie Karađorđević erbaut. 
In der Stadt Kragujevac, die auch die erste Hauptstadt Serbiens der neueren Geschichte war, wurde die erste Grundschule südlich der Save und Drina im Jahre 1833 gegründet. Am 21. Oktober 1941 übten die Nazis Vergeltung für einen Partisanenangriff und exekutierten mehr als 7300 Einwohner, davon 300 Schüler und 18 Lehrer aus der Grundschule (siehe Massaker von Kraljevo und Kragujevac). Im Nationalpark Šumarice steht ein Denkmal für die getöteten Kinder und Lehrer der Schule.
Der ehemalige Automobilhersteller Zastava hatte seinen Sitz in Kragujevac. Er versorgte Jugoslawien seit den 1950er Jahren mit Autos, darunter der damals beliebte Fića (eigentlich Zastava 750, eine frühere Lizenzversion des Fiat 600) und der Yugo. Heute ist Kragujevac eine moderne Industriestadt.